# Скиту (Констанца)
Скиту (рум. Schitu) насеље је у Румунији у округу Констанца у општини Костинешти. Oпштина се налази на надморској висини од 8 m.

## Становништво
Према подацима из 2002. године у насељу је живело 1625 становника, од којих су сви румунске националности.